# Федорович, Иосиф Иосифович (горный инженер)
Ио́сиф Ио́сифович Федоро́вич (1875—1937) — русский горный инженер, один из основателей горноспасательного дела в России, организатор-хозяйственник, один из основоположников горно-металлургической отрасли в Кузбассе.

## Биография
Родился 5 июля 1875 года в Верхнеднепровском уезде Екатеринославской губернии (ныне — Днепропетровская область) в семье потомственного морского офицера, контр-адмирала Черноморского флота И. И. Федоровича (1822-1898) — героя первой обороны Севастополя. Брат контр-адмирала М. И. Федоровича (1872-1936).
Окончил реальное училище в Николаеве.
В 1900 году с отличием окончил Санкт-Петербургский горный институт, получив диплом горного инженера «с правом производить строительные и горные работы».

### Донецкий период
И. И. Федорович считал себя социалистом и собирался служить не владельцу, а лишь горному делу. Потому, отклонив несколько выгодных предложений о постах в крупных акционерных обществах, переехал в Донбасс, где с 1900 по 1907 год работал во «Франко-Русском обществе», правление которого находилось в посёлке Ханжёнково (ныне — г. Макеевка), позднее — на Рыковских угольных копях в Юзовке (ныне — Донецк).
Избирался делегатом съездов горнопромышленников Юга России.
Первым в Донбассе начал целенаправленное специальное обучение добровольных горноспасательных артелей, формируемых на шахтах из числа шахтёров. Сформировал для них первое наставление по горноспасательному делу.
В 1904 году И. И. Федорович лично участвовал в спасении шахтёров во время подземного пожара в шахте «Иван» в Макеевке.

Никто не решался войти в мертвое газовое море. Федорович долго рассматривал план шахты и сказал, что можно ходить внизу без опасности для жизни. Никто не поверил, и тогда Федорович пошел один. Он пробирался по штрекам и вентиляционным ходам, дым доходил до груди, ноги спотыкались о бревна и трупы. На восстающей выработке Федорович нашел живых, забаррикадировавшихся брезентовым парусом от дыма. Он вывел их на-гора. Его китель почернел, лицо было белым. Он никогда не рассказывал о часе, проведенном над тяжелыми волнами удушливого дыма. Лишь однажды, чтобы отделаться от вопросов, сказал: «Здесь не было отваги, только аналитический расчет. Я руководствовался теорией движения легкой жидкости и тяжелой».— Соболев Г. Г. Горноспасатели. — М.: Недра, 1991. — 251 с.
«За подвиг человеколюбия, с опасностью собственной жизни совершенный» награждён золотой медалью «За спасение погибавших» на Владимирской ленте.
В 1907 году назначен первым заведующим первой в России Центральной спасательной станцией, вновь созданной в Макеевке.
По собственному настоянию был направлен в командировку в Англию и Германию для изучения опыта организации горноспасательного дела.
Ввёл на станции воинскую дисциплину, единую форму одежды, организовал тренировки личного состава. Добился финансирования и оснастил станцию по образцу лучших европейских и американских горноспасательных подразделений того времени. Разработал первую детальную инструкцию о работе станции. В том числе, впервые ввёл обязательное дежурство у телефона двух инструкторов, а также дежурство специального конного выезда для немедленного реагирования в случае вызова по аварии. Оказал большое влияние на формирование и подготовку добровольных горноспасательных артелей на шахтах Донбасса.
18 июня 1908 года на шахте № 4-бис Макарьевского рудника Рыковских угольных копей произошла страшная катастрофа, которая и до сего дня остаётся самой крупной аварией на угледобывающих предприятиях России. Тогда в результаре взрыва метана и угольной пыли, и последовавшего за ним подземного пожара погибло 274 шахтёра. В спасении людей принимали участие и горноспасатели Центральной спасательной станции во главе с И. И. Федоровичем. Позднее в журнале «Горнозаводской листок» № 91 за 1908 год особо отмечена самоотверженная работа их команды, усилиями которой были спасены жизни 80-ти шахтёров.
В 1908 году И. И. Федорович оставил горноспасательную службу. В должности заведующего Центральной спасательной станцией его сменил Д. Г. Левицкий.
В 1909 году назначен управляющим разрушенного пожаром Берестово-Богодуховского рудника (с. Григорьевка Макеевской волости Таганрогского округа Области Войска Донского, ныне — территория Пролетарского района г. Донецка). За два года И. И. Федорович вывел рудник в число прибыльных. Одновременно продолжал заниматься вопросами горноспасательного дела. Со своей спасательной командой неоднократно оказывал помощь шахтёрам других шахт, попавшим в беду. Стоял у истоков создания Грушевской горноспасательной станции в г. Шахты Ростовской области.

### Кузнецкий период
В 1913 году И. И. Федорович назначен управляющим (директором-распорядителем) акционерного общества «Кузнецкие каменноугольные копи» (Копикуз), переехал в Томск.
Свою деятельность на новом месте начал с создания структуры управления и необходимой материальной базы. Убедил акционеров не скупиться на заработную плату специалистам и сформировал целую команду, в состав которой, в том числе, входили:
- М. К. Курако, ведущий доменщик Донбасса;
- П. П. Гудков, известный геолог и профессор Томского технологического института;
- С. К. Фитингоф, горный инженер, технический директор Копикуза;
- В. Н. Великорецкий, горный инженер, заведующий Кемеровским рудником;
- И. И. Лоханский, химик, главный инженер строительства Кемеровского коксохимического завода, будущий разработчик первых отечественных коксовых печей (построены в 1934 году в Кемерово);
- А. Е. Ломаченко, один из самых опытных в Донбассе мастер строительства доменных и коксовых печей;

Для генерального геологического исследования и картографирования месторождений полезных ископаемых Кузбасса И. И. Федорович пригласил своего учителя, выдающегося русского геолога, профессора Санкт-Петербургского горного института Л. И. Лутугина.
В 1914 году Л. И. Лутугин с командой из 14 молодых геологов приехал в Кузбасс. Среди них были будущие профессора А. А. Гапеев, С. В. Кумпан, В. И. Яворский, А. А. Снятков и др. Как управляющий Копикуза, И. И. Федорович, невзирая на затраты, обеспечил их всем необходимым для работы. На деньги акционерного общества в Санкт-Петербурге для них была оборудована химическая лаборатория, куплены ценнейшая геологическая библиотека, все необходимые приборы и инструменты.
Л. И. Лутугин и его ученики обследовали Кемеровский, Кольчугинский и Кузнецкий районы, провели геологическую разведку Осинниковского, Ерунаковского, Кемеровского, Кольчугинского и других месторождений. Ими была определена площадь Кузнецкого бассейна, оценены запасы угля, обследованы 40 угольных пластов и выяснена схема их залегания, составлена первая геологическая карта Кузбасса, определены лучшие места для закладки новых шахт. Л. И. Лутугин и его группа внесли неоценимый вклад в изучение геологии Кузбасса.
Планируя быстрое расширение производства, И. И. Федорович привёз на Кольчугинский рудник около 300 опытных шахтёров из Донбасса. Отбирал их лично, знал всех по имени. Каждый был обеспечен домашним скотом и денежной ссудой на постройку дома. Для снабжения продуктами рабочих, переселяемых в малонаселённые места, при рудниках Копикуза были открыты торговые лавки и базары.
В 1913 году Копикуз владел Кемеровскими, Кольчугинскими, Прокопьевским, Киселевским и Тельбесскими рудниками, Абашевские, Крапивинские и Анжерские каменноугольные копями, а также убыточным Гурьевским металлургическим заводом. Требовалась реконструкция кольчугинских и кемеровских шахт, строительство новых рудников, прокладка железной дороги, серьёзные управленческие перемены.
Финансирование нового строительства было обеспечено И. И. Федоровичем за счёт роста прибыли Копикуза. Осенью 1913 года ему удалось добиться снижения тарифа на железнодорожную перевозку угля в европейскую часть России. Кузнецкий уголь пошёл на заводы и железные дороги Урала. Это привело к невиданно оживленному развитию рудников Кузбасса. Только за один 1913 год добыча угля выросла на 44 %.
С 1918 по 1920 год И. И. Федорович являлся Председателем временного правления акционерного общества «Кузнецкие каменноугольные копи» (Копикуз). Благодаря инициативе и энергии И. И. Федоровича, Копикуз продолжал работать и во время смуты 1917 года, и во время гражданской войны.
19 февраля 1920 года постановлением № 621 Урало-Сибирской комиссии ВСНХ РСФСР угольные предприятия были переведены в собственность государства и переданы в подчинение Правлению угольных копей Западной Сибири — «Сибуглю» в Томске. И. И. Федорович назначен заведующим Горнотехническим отделом «Сибугля».
С июля 1920 года — работал в должности заместителя начальника технического отдела треста «Главуголь», затем работал в Главном управлении по топливу, в Госплане, являлся членом научно-технического совета «Донугля», членом технического совета Гипромеза.

### Арест, ссылка и гибель
И. И. Федорович впервые был арестован в апреле 1928 года по «шахтинскому делу». На суде в качестве обвиняемого представлен не был. Во время следствия содержался в Бутырской тюрьме.
Одновременно проходил по «делу промпартии». Вместе с П. И. Пальчинским «изобличался» как руководитель контрреволюционной деятельности инженеров в угольной, рудной, золото-платиновой промышленности. Был обвинён в «подрыве государственной промышленности…» и осуждён на 10 лет лишения свободы с отбыванием наказания в Соловецком лагере особого назначения.
В январе 1931 года переведён в Карагандинский исправительно-трудовой лагерь.
В 1932, после пересмотра дела, оставлен в ссылке в Караганде. Работал в тресте «Карагандауголь».
В 1933 году в ссылку к И. И. Федоровичу приезжал писатель А. А. Бек, издавший в 1939 году биографическую повесть «Курако» (первоначальное название — «Копикуз»). Исследователи считают, что в этом произведении раскрыт образ И. И. Федоровича, спрятанный авторами за героем с вымышленной фамилией Кратов.
Повторно арестован 20 января 1937 года по обвинению в «контрреволюционной террористической диверсионной организации, проводившей вредительскую работу, направленную на сдерживание темпов развития Карагандинского угольного бассейна». В ходе следствия и на суде И. И. Федорович своей вины не признал.
13 октября 1937 года определением выездной сессии Верховным Судом СССР приговорён к расстрелу. Приговор приведен в исполнение в тот же день.
Реабилитирован 21 сентября 1957 года Верховным Судом СССР за отсутствием состава преступления.

## Награды
- Золотая медаль за спасение погибающих (1904)

## Память
И. И. Федоровичу посвящён очерк, открывающий книгу Г. Г. Соболева «Горноспасатели».
И. И. Федорович стал прототипом образа Кратова, героя биографической повести А. А. Бека и Г. А. Григорьева «Курако».